# Trippelalliansen (1668)
Trippelalliansen var en allians mellan Sverige, England och Nederländerna som år 1668 bildades för att med hot om intervention medla mellan Frankrike och Spanien i devolutionskriget. 
Trippelalliansens tillkomst fick Ludvig XIV att begränsa sina erövringsplaner, och i freden i Aachen 2 maj 1668 återlämnade han sina erövringar med undantag av vissa små landområden.
Från svensk sida var alliansen att betrakta som en stor framgång, då man under denna tid satsade på att i så hög grad som möjligt behålla status quo i europeisk politik, för att undvika att dras in i krig som kunde sluta med att stora delar av det som vunnits tidigare under seklet skulle gå förlorat.